# Коронел-Жуан-Песоа
Коронел-Жуан-Песоа (порт. Coronel João Pessoa) — муниципалитет в Бразилии, входит в штат Риу-Гранди-ду-Норти. Составная часть мезорегиона Запад штата Риу-Гранди-ду-Норти. Входит в экономико-статистический микрорегион Серра-ди-Сан-Мигел. Население составляет 4687 человек на 2006 год. Занимает площадь 117,140 км². Плотность населения — 40,0 чел./км².

## Статистика
- Валовой внутренний продукт на 2003 год составляет 9 113 721,00 реалов (данные: Бразильский институт географии и статистики).
- Валовой внутренний продукт на душу населения на 2003 год составляет 1941,57 реалов (данные: Бразильский институт географии и статистики).
- Индекс развития человеческого потенциала на 2000 год составляет 0,592 (данные: Программа развития ООН).